# 溝口貞泰
溝口 貞泰（みぞぐち さだやす）は安土桃山時代から江戸時代初期にかけての武将。小笠原氏の家臣。松本藩士。

## 略歴
小笠原氏の家臣、溝口長友の八男として誕生する。
天正10年（1582年）3月、旧領回復を目指す小笠原貞慶に従い、同年7月に貞慶が深志城に復帰すると、その側近として所領の宛行や検地役を務めるなど所務沙汰に携わった。同年8月の日岐城攻撃の際には侍大将として出陣している。
慶長13年（1608年）7月、「溝口家記」を執筆し、主君・小笠原秀政に呈した。

## 人物
- 主君・貞慶に対する忠節さやその親密さは、天正11年（1583年）3月24日付の貞慶の宛行状案や、天正17年（1589年）9月3日付で貞慶が送った起請文などからも窺える[1]。